# Federica Apollonio
Federica Apollonio (Pieve di Cadore, 1º novembre 1991) è una giocatrice di curling italiana, di Cortina d'Ampezzo, atleta del Curling Club Tofane.

## Carriera agonistica

### Nazionale
Il suo esordio con la nazionale italiana junior femminile di curling è stato il challenge europeo junior del 2008, disputato a Praga, in Repubblica Ceca: in quell'occasione l'Italia si piazzò al secondo posto. Essendo i challenge europei dei gironi di qualificazioni ai mondiali junior il secondo posto è equivalente al 12º nel ranking mondiale. Con la nazionale junior partecipa a tre challenge europei junior e ad un campionato mondiale junior.
Nel 2010 entra nella formazione della nazionale assoluta nel ruolo di viceskip con cui ha partecipato ad un campionato europeo.
Nel 2013 entra nella formazione della nazionale misti nel ruolo di skip con cui ha partecipato ad un campionato europeo misti.
In totale Federica vanta 54 presenze in azzurro. Il miglior risultato dell'atleta è il nono posto ottenuto ai campionati mondiali junior del 2012 disputati a Östersun, in Svezia.
CAMPIONATI
Nazionale assoluta: 12 partite
- Europei
  - 2010 Champéry ( Svizzera) 12°

Nazionale junior: 34 partite
- Mondiali junior
  - 2012 Östersun ( Svezia) 9°
- Challenge europeo junior
  - 2008 Praga ( Rep. Ceca) 2° (12° ranking mondiale)
  - 2009 Copenaghen ( Danimarca) 3° (13° ranking mondiale)
  - 2012 Copenaghen ( Danimarca) 1° (11° ranking mondiale)

Nazionale misti: 8 partite
- Europei misti
  - 2013 Edimburgo ( Scozia) 10°

### Campionati italiani
Federica ha preso parte ai campionati italiani di curling con il Curling Club Tofane ed è stata 5 volte campionessa d'Italia:
- Italiani assoluti: 
  - 2009  con Giorgia Apollonio
  - 2011  con Giorgia Apollonio, Stefania Menardi, Claudia Alverà e Maria Gaspari
  - 2012  con Diana Gaspari, Giorgia Apollonio, Claudia Alverà e Stefania Menardi
  - 2013  con Giorgia Apollonio, Claudia Alverà, Chiara Olivieri e Maria Gaspari
- Italiani junior:
  - 2011  con Stefania Menardi, Maria Gaspari e Anastasia Mosca
  - 2012  con Stefania Menardi, Maria Gaspari e Anastasia Mosca
  - 2013  con Stefania Menardi e Maria Gaspari
- Italiani misti:
  - 2013  con Stefania Menardi, Marcello Pachner, Malko Tondella e Guido Fassina